# گولوبتسوو (شهرستان پروومایسکی، سرزمین آلتای)
گولوبتسوو (به لاتین: Golubtsovo) یک منطقهٔ مسکونی در روسیه است که در سرزمین آلتای واقع شده‌است.